# Psychotria yapasensis
Psychotria yapasensis är en måreväxtart som beskrevs av Paul Carpenter Standley. Psychotria yapasensis ingår i släktet Psychotria och familjen måreväxter. Inga underarter finns listade i Catalogue of Life.